# Rottmannsdorf
Rottmannsdorf ist ein Stadtteil der Stadt Zwickau, die seit 2008 Kreisstadt des Landkreises Zwickau im Freistaat Sachsen ist. Der Ort liegt im Stadtbezirk Zwickau-Süd und trägt die amtliche Nummer 58. Der Ort wurde im 19. Jahrhundert als Wendischrottmannsdorf bezeichnet und im Jahr 1937 in Rottmannsdorf umbenannt. Seit dem 1. Januar 1994 ist Rottmannsdorf ein Stadtteil von Zwickau.

## Geographie

### Lage und Verkehr
Rottmannsdorf liegt im Süden des Zwickauer Stadtgebiets. Der Ort wird im Norden vom Plotzschbach tangiert, der über den Rödelbach in die Zwickauer Mulde entwässert. Durch die südliche Ortsflur verläuft die Bundesautobahn 72.

### Nachbarorte
|             | Oberplanitz                                 | Cainsdorf     |
| Hüttelsgrün | Kompassrose, die auf Nachbargemeinden zeigt | Culitzsch     |
| Ebersbrunn  | Hirschfeld, Voigtsgrün                      | Niedercrinitz |

## Geschichte
Das Waldhufendorf Rottmannsdorf wurde 1421 erstmals urkundlich als Ruczmerstorff erwähnt. Das wenige Kilometer westlich gelegene Altrottmannsdorf bei Schönfels wurde im Gegensatz dazu im Jahr 1441 erstmals urkundlich als „Roczmanstorff“ erwähnt. Ab dem 16. Jahrhundert ist für das heutige Rottmannsdorf die Bezeichnung Wendischrottmannsdorf oder Wendisch Rottmannsdorf belegt. Während des Dreißigjährigen Kriegs (1618 bis 1648) wurde der Ort fast völlig verwüstet. Die Grundherrschaft über Wendischrottmannsdorf lag bis ins 19. Jahrhundert beim Rittergut Planitz. Die Wehrkirche des Orts stammt aus dem 12. Jahrhundert und ist eine Schwesterkirche von Planitz.
Wendischrottmannsdorf gehörte bis 1856 zum kursächsischen bzw. königlich-sächsischen Amt Zwickau im Erzgebirgischen Kreis. 1856 wurde der Ort dem Gerichtsamt Zwickau und 1875 der Amtshauptmannschaft Zwickau angegliedert. Am 1. Juni 1924 wurde die Freiwillige Feuerwehr (Wendisch-)Rottmannsdorf gegründet. Im Rahmen der nationalsozialistischen Germanisierung sorbischstämmiger Ortsnamen wurde Wendischrottmannsdorf am 1. November 1937 in Rottmannsdorf umbenannt.
Durch die zweite Kreisreform in der DDR kam die Gemeinde Rottmannsdorf im Jahr 1952 zum Kreis Zwickau-Land im Bezirk Chemnitz (1953 in Bezirk Karl-Marx-Stadt umbenannt), der ab 1990 als sächsischer Landkreis Zwickau fortgeführt wurde und 1994 im Landkreis Zwickauer Land aufging.
Am 1. April 1996 wurde Rottmannsdorf in die kreisfreie Stadt Zwickau eingemeindet. Seit 2008 gehört Rottmannsdorf als Stadtteil von Zwickau zum Landkreis Zwickau. Außerdem ist Rottmannsdorf seit der Eingemeindung eine Ortschaft im Sinne der §§ 65 bis 69 der Sächsischen Gemeindeordnung und hat einen Ortschaftsrat. Ortsvorsteher von 2000 bis 2001 war Gerhard Kehle, seit 2001 ist es Eckard Hertel (Bürger für Zwickau).

## Sehenswürdigkeiten
In Rottmannsdorf befindet sich das „Echo“, ein Aussichtspunkt und Naturdenkmal.

## Bevölkerungsentwicklung
| Datum             | Einwohnerzahl |
| ----------------- | ------------- |
| 31. Dezember 1998 | 675           |
| 31. Dezember 1999 | 672           |
| 31. Dezember 2000 | 705           |
| 31. Dezember 2001 | 698           |
| 31. Dezember 2002 | 708           |
| 31. Dezember 2003 | 701           |
| 31. Dezember 2004 | 708           |
| 31. Dezember 2005 | 707           |
| 30. Juni 2006     | 704           |
| 30. Juni 2011     | 677           |

| Jahr | Einwohnerzahl (Prognose) |
| ---- | ------------------------ |
| 2015 | 680                      |
| 2020 | 680                      |